# Patrick White
Patrick Victor Martindale White (28. května 1912 Londýn – 30. září 1990 Sydney) byl australský spisovatel, básník a dramatik anglického původu, nositel Nobelovy ceny za literaturu za rok 1973.
Během druhé světové války sloužil u letectva na Středním východě. Od roku 1948 žil v Austrálii. Přestože žil osaměle, finančně podporoval školy pro domorodce a veřejně se angažoval v podpoře ekologických aktivit.
Na jeho románovou tvorbu měli vliv modernisté (Lawrence, Eliot, Joyce, Woolfová) a Jungova psychologie. Ve svých románech zachycoval boj člověka s drsnou australskou přírodou a důkladně se z různých hledisek zamýšlel nad životní filozofií moderního člověka.

## Dílo
- Happy Valley (1939)
- The Living and the Dead (1941)
- The Aunt's Story (1948)
- The Tree of Man (1955; česky Lidský strom, 1962, přel. Josef Pospíšil; Strom člověka, 1984, přel. Antonín Přidal)
- Voss (1957; česky Poušť Johanna Vosse, 1980, přel. Antonín Přidal)
- Riders in the Chariot (1961)
- The Solid Mandala (1966)
- The Vivisector (1970)
- The Eye of the Storm (1973; česky Oko uragánu, 1978, přel. Antonín Přidal, pokrývač Mirek Čejka)
- A Fringe of Leaves (1976; česky Sukně z listí, 1983, přel. Antonín Přidal)
- The Twyborn Affair (1979)
- Memoirs of Many in One (1986)
- The Burnt Ones (1964)
- The Cockatoos (1974)
- Flaws in the Glass (1981)